# S.S. Racing Club Roma
Soca Sportiva Racing Club Roma (hay đơn giản là Racing Roma) là một câu lạc bộ bóng đá Ý đến từ Rome, Lazio. Câu lạc bộ đã giải thể năm 2017. Chủ sở hữu của Racing Club Roma, đã mua Fondi Calcio thay vào năm 2017 và FC Aprilia vào năm 2018.

## Lịch sử
Câu lạc bộ được thành lập vào giữa năm 2013, sau khi ASD Real TBM Zagarolo chuyển nhượng danh hiệu thể thao của đội tại Eccellenza Lazio cho thành phố Frascati, trở thành ASD Lupa Castelli Romani. Cùng năm đó, Lupa Frascati chuyển đến Rome.
Trong mùa giải 201314, câu lạc bộ đã được thăng hạng lên Serie D. Sau đó, đội đã được thăng hạng lên Lega Pro trong mùa giải 2014-15 Serie D. Và họ đã xuống hạng một lần nữa.
Mùa giải 2016-17, câu lạc bộ đổi tên thành SS Racing Club Roma, chuyển đến Rome và được nhận vào Lega Pro để lấp chỗ trống đã tạo.

## Màu sắc và huy hiệu
Màu sắc của đội là vàng và xanh lá cây.

## sân vận động
Mặc dù câu lạc bộ có trụ sở tại Frascati và đại diện cho Greater Rome, câu lạc bộ đã chơi ở Centro d'Italia-Manlio Scopigno ở Rieti, thủ phủ của tỉnh cùng tên, vào mùa 2015-16. Vào mùa giải 2016-17, câu lạc bộ đã đổi thành chơi ở Stadio Casal del Marmo, Rome.